# Batalla de Zama
La batalla de Zama (19 de octubre del 202 a. C.) representó el desenlace de la segunda guerra púnica. En ella se enfrentaron el general cartaginés Aníbal Barca y el joven Publio Cornelio Escipión, «El Africano», en las llanuras de Zama Regia.
A pesar de que Aníbal estaba en superioridad numérica al comienzo de la batalla, Escipión concibió una estrategia para confundir y derrotar a sus elefantes de guerra. Las caballerías de Masinisa y Lelio atacaron y provocaron la huida de la caballería númida de Tiqueo, mientras que los veteranos de Aníbal comenzaban a ganar terreno. Sin embargo, luego de perseguir a Tiqueo, tanto Masinisa como Lelio volvieron al campo de batalla y atacaron a los veteranos de Aníbal por la retaguardia, provocando su casi completa aniquilación y el final de la batalla. A pesar de la humillante derrota, Aníbal logró huir a Cartago.

## Preludio
Cruzando los Alpes, Aníbal llegó a la península italiana en el año 218 a C. y logró varias victorias importantes contra los ejércitos romanos. Al no haber podido derrotar a Aníbal o expulsarlo de Italia, los romanos cambiaron de estrategia y decidieron atacar directamente a Cartago, obligando a los cartagineses a llamar de vuelta a Aníbal, el cual estaba todavía en Italia, aunque estaba confinado al sur de la península. Escipión finalmente desembarcó en África en el año 203 a C.
Unos cuantos años antes de la invasión, la decisiva victoria de Escipión en la batalla de Ilipa en Hispania en el año 206 a C. había asegurado a Roma el control de la península ibérica. En 205 a C., Escipión regresó a Roma, donde fue elegido cónsul por voto unánime. Escipión, que ahora era lo suficientemente poderoso, propuso poner fin a la guerra al invadir directamente la tierra natal del cartaginés.
El Senado, persuadido por Fabio Máximo, se opuso inicialmente a este ambicioso plan. No obstante, Escipión y sus partidarios pudieron convencer al Senado de que ratificara el plan, y a Escipión se le dio la autoridad necesaria para intentar la invasión.

## La batalla
Aníbal regresó a África desde el sur de Italia en auxilio de Cartago, que en aquellos momentos había perdido batalla tras batalla contra el ejército romano que había desembarcado en 204 a. C. bajo el mando de Publio Cornelio Escipión. El general cartaginés consiguió unir a los hombres que pudo traer de Italia, los restos del ejército cartaginés en África, los evacuados del ejército de su hermano Magón en Liguria, los cuatro mil soldados macedonios enviados por Filipo V y nuevos contingentes de caballería númida de jefes tribales que aún permanecían fieles a Cartago. Igualmente añadió un importante contingente de elefantes hasta un número de ochenta paquidermos, los que protagonizarían la carga inicial de la batalla. Los romanos realizaron la estrategia de abrir pasillos entre sus filas para dejar pasar a las bestias, aprovechando la ocasión para saetearlas. Los que no fueron alcanzados y muertos huyeron despavoridos hacia el desierto.
Neutralizado el ataque de los elefantes, la caballería romana y de sus aliados númidas maesilios (Numidia Oriental) comenzaron a perseguir a la caballería cartaginesa y de sus aliados númidas masesilios (Numidia Occidental). Tras esto, se desarrolló una batalla de infantería en tres fases, en la cual los infantes romanos fueron disgregando cada una de las dos primeras líneas cartaginesas, hasta que se produjo el encuentro con la tercera línea, formada por los veteranos italianos de Aníbal. Este último combate permaneció igualado hasta que regresaron Cayo Lelio y Masinisa al mando de la caballería y el ejército púnico sucumbió, decidiéndose la batalla. Aníbal huyó con los restos de sus tropas.

### Disposición inicial

Disposición de los ejércitos.

Aníbal formó a sus treinta y siete mil infantes (cincuenta mil, según Apiano) en tres líneas, tres mil jinetes a los flancos y alrededor de ochenta elefantes en el frente. Este número de elefantes es mucho mayor que el que normalmente utilizaba Aníbal. Escipión formó alrededor de veinte mil legionarios, más catorce mil auxiliares y la caballería, que comprendía cuatro mil jinetes númidas traídos por Masinisa y dos mil setecientos equites romanos.
Los cartagineses formaron tres unidades, colocando a los ochenta elefantes al frente. La primera unidad estaba formada por 12 000 mercenarios infantes entre ligures, galos, mauritanos y baleares; la segunda, por africanos y cartagineses, de los cuales había 10 000 ciudadanos que iban a luchar para defender su tierra, y una legión de 4000 macedonios al mando de Sópatro; la tercera unidad estaba formada por 15 000 a 18 000 infantes veteranos de Aníbal, en su gran mayoría brutios, directamente bajo sus órdenes.
Los romanos adoptaron la disposición clásica de batalla de la legión, denominada triplex acies: con los lanceros hastati en primera línea, los veteranos príncipes en segunda y los lanceros triarii, armados con lanzas largas, detrás. Las unidades se encontraban separadas por pequeños pasillos que les permitían maniobrar, por los cuales debían escapar los hostigadores vélites cuando la carga cartaginesa se hiciera insostenible, al mismo tiempo que evitarían que los elefantes rompieran la formación.
De acuerdo con Apiano, entre los mandos romanos y aliados númidas que secundaron a Escipión durante la batalla, estaba el propretor de la flota con base en Cerdeña, Cneo Octavio, un legado llamado Minucio Termo, Cayo Lelio, Dacamas y Masinisa.

### Primera fase

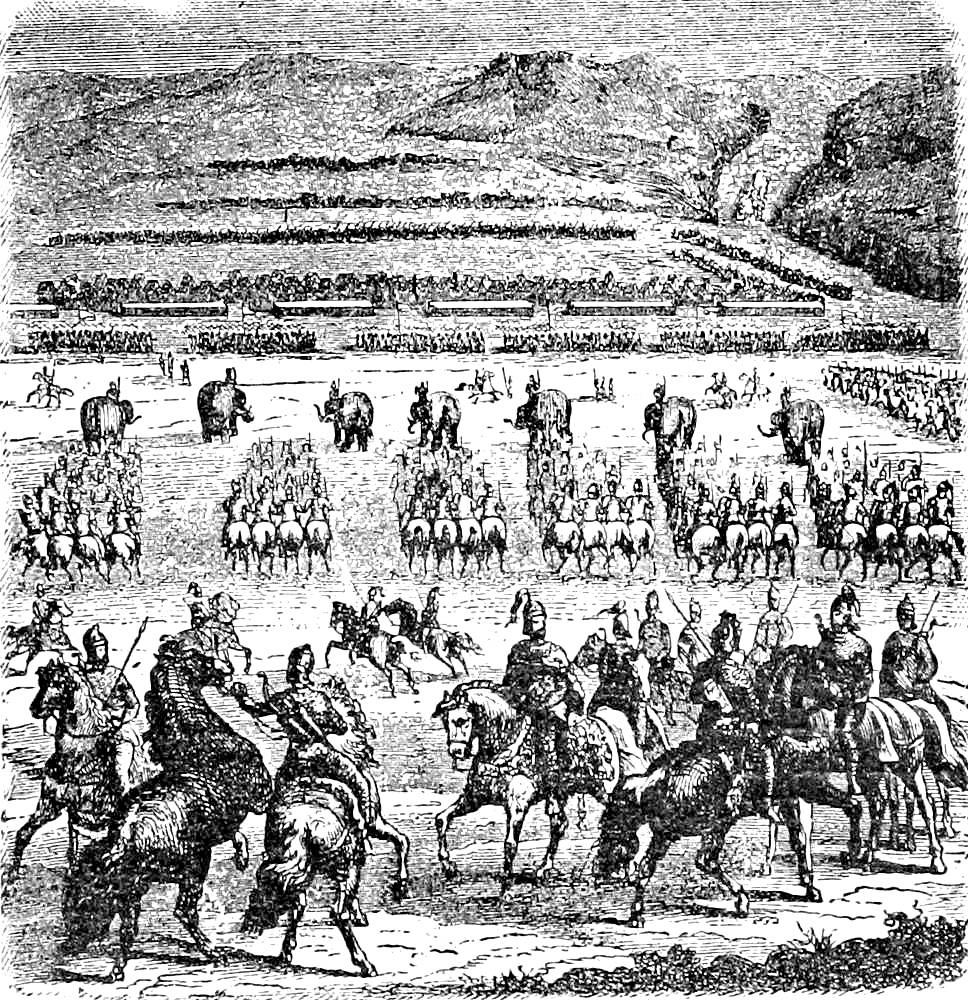
Batalla de Zama

Con ambos ejércitos frente a frente, los romanos soplaron los cuernos de batalla. Cundió el nerviosismo entre algunos de los elefantes, pues habían sido capturados recientemente, que retrocedieron en estampida contra la propia caballería númida de Tiqueo, creando un gran desorden.
Escipión tomó dos medidas geniales para contrarrestar el ataque de los elefantes: ordenó a sus hombres bruñir corazas, cascos y cualquier cosa de metal, de tal modo que el sol se reflejara en ellos y deslumbrara a los animales, y se hizo acompañar por músicos y los llevó a vanguardia, donde sus cuernos y trompetas espantaron a los animales de la izquierda, de tal modo que retrocedieron y sembraron la confusión entre la caballería númida.
Masinisa ordenó cargar a su caballería númida contra la menos numerosa de Tiqueo. Los elefantes, lanzados a la carga contra la infantería romana, tuvieron un efecto limitado gracias a los pasillos que había dejado Escipión. Atacados desde los flancos por las lanzas de los legionarios, los elefantes murieron o retrocedieron hacia las líneas cartaginesas. La caballería italiana de Cayo Lelio atacó, persiguiendo a los jinetes cartagineses fuera del campo de batalla.

### Segunda fase
Llegado el choque entre las dos infanterías, los supervivientes del ejército de Magón, la primera línea púnica, se lanzaron contra los hastati, acabando con gran número de ellos. Aníbal ordenó avanzar a la segunda unidad para apoyar el ataque; sin embargo, los legionarios romanos comenzaron el contraataque antes de que llegara el apoyo, ya que, provistos de sus escudos corporales, consiguieron rechazarles.
Aníbal ordenó entonces a la segunda línea que impidiese activamente, por las armas si fuera necesario, que la primera retrocediera. Siguiendo este plan, se obligó a la primera línea púnica a dividirse en dos retroceder por ambos lados de la segunda, donde Aníbal les instruyó a tomar nuevas posiciones. De este modo, Aníbal había extendido la longitud de su segunda línea con miras a envolver al ejército oponente con un movimiento de pinza similar, aunque metodológicamente diferente, a como había hecho en la batalla de Cannas.
La alargada segunda línea cartaginesa avanzó, obligando a los hastati a retroceder, por lo que Escipión ordenó que avanzaran los princeps de la segunda línea. Las tropas de Aníbal comenzaron a retroceder, por lo que el líder púnico volvió a ordenar que no se le permitiese marchar hacia atrás, dando como resultado un movimiento similar al anterior: la segunda línea se dividió y se reposicionó en las alas de la tercera. Sin embargo, Escipión había deducido su estrategia y decidió contrarrestarla mediante la imitación, por lo que él también ordenó formar una sola línea con los hastati, princeps y triarii, igualando así la longitud del ejército de Aníbal e impidiéndole envolverle.
El campo se hallaba cubierto de sangre y cadáveres, de modo que los veteranos hubieron de mantenerse a la defensiva. La entrada en combate de los veteranos de la guerra en Italia, desgastadas las menos numerosas tropas de infantería romanas, inclinó la balanza del lado de Aníbal, cuyas tropas empezaron a ganar terreno.

### Conclusión
Entonces, la caballería romana de Cayo Lelio y los jinetes númidas de Masinisa, ya reorganizados tras la persecución de los jinetes de Tiqueo, regresaron en aquel momento al campo de batalla. Atacaron la formación compacta de los cartagineses desde la retaguardia, de manera que se produjo el colapso del ejército de Aníbal, quien hubo de huir a Hadrumentum ante el temor a una posible persecución por parte de las tropas de Escipión. Tras unos días regresarían a Cartago derrotados.
Las bajas cartaginesas se elevaron a alrededor de 20 000 muertos, junto con 11 000 heridos y 15 000 prisioneros. Los romanos capturaron también 133 estandartes militares y once elefantes. Por otro lado, entre las filas romanas hubo 1500 muertos y 4000 heridos.

## Consecuencias
Esta derrota marcaba el final de la segunda guerra púnica. Las condiciones impuestas a Cartago fueron humillantes. Aníbal, que había ganado numerosas batallas en Italia operando durante 16 años en territorio enemigo, había sido derrotado en África, su tierra natal. Tras esto ejerció como funcionario del tesoro en Cartago, pero los sufetes le acusaron de robar fondos del Estado. Sintiéndose amenazado, huyó de la ciudad, pues sus dirigentes pretendían entregarle a Roma, en la cual había rumores de que el cartaginés se rearmaba para entrar nuevamente en guerra.
Como consecuencia de la derrota en la segunda guerra púnica, Cartago sería forzada al desarme militar, y con la misma condición impuesta al ser derrotada en la primera guerra púnica, prohibiéndosele tener una flota de guerra, algo que rompía su estatus de potencia. Sus acciones militares quedarían condicionadas a la autorización romana, algo que, junto con diversas humillaciones, terminaría desembocando en la tercera guerra púnica, en la que la ciudad de Cartago sería finalmente arrasada.